# Dichagyris opulenta
Dichagyris opulenta là một loài bướm đêm trong họ Noctuidae.